# Psychomyia neboissi
Psychomyia neboissi är en nattsländeart som beskrevs av Schmid 1997. Psychomyia neboissi ingår i släktet Psychomyia och familjen tunnelnattsländor. Inga underarter finns listade i Catalogue of Life.